# Orthophytum glabrum
Orthophytum glabrum là một loài thực vật có hoa trong họ Bromeliaceae. Loài này được (Mez) Mez mô tả khoa học đầu tiên năm 1896.